# Золотоклювая овсянка-инка
Золотоклювая овсянка-инка (лат. Incaspiza laeta) — вид воробьиных птиц из семейства танагровых (Thraupidae).

## Распространение
Эндемик Перу. Живут в высокогорных кустарниках.

## Описание
Длина тела 14,5 см, масса 19,5—23,5 г. Голова (включая затылок) серая. На лице имеется черноватая маска, распространяющаяся и на лоб птицы. Хвост длинный, клюв тонкий и заостренный.

### Вокализация
Песня не записана. Птицы издают высокое «тсиит», часто повторяя этот звук.

## Биология
Ищут пищу в кустах и на деревьях. О рационе данных нет.

## Охранный статус
МСОП присвоил таксону охранный статус «Виды, вызывающие наименьшие опасения» (LC).